# Karwin-Freistadt
Německé dvojměstí Karwin-Freistadt (česky Karvinná-Fryštát) je dnešní Karviná v době 2. světové války.

## Doba vzniku
Šlo o dvojměstí vzniklé sloučením Okresního města Fryštátu (dnešní město Karviná), hornického města Karvinné (již neexistuje), obcemi Ráj, Staré Město a Lázně Darkov v jeden městský celek. Ke sloučení došlo na základě rozhodnutí německé vlády v roce 1939. Dvojměstí se na dobu existence protektorátu Čechy a Morava stalo německým se správním centrem ve Fryštátě. V roce 1938 území zabralo Polsko, které zde způsobilo značné ekonomické škody, proto zabrání území dnešní Karviné pod německou správu znamenalo opětovnou ekonomickou stabilitu. Nicméně doba německé okupace nebyla dobou příznivou, přestože ve Fryštátě žilo 70% obyvatel hlásající se k německé národnosti. Německá vláda však optimisticky počítala s rozvojem města. V části Karvinná se nacházely doly, v části Darkov známé a oblíbené lázně a ve Fryštátě byl hutnický průmysl. Tyto všechny části navíc velmi výhodně spojovala železniční dráha, tyto všechny činitele dokázali Němci dobře využít, obzvláště, když na zámcích v Karvinné, Ráji a ve Fryštátě sídlil velmi vlivný a bohatý šlechtický rod hraběte Larisch-Monnicha, sympatizující s Němci. Proto byl vypracován projekt na výstavbu nového předměstí, které mělo být situováno severovýchodním směrem od historické části Fryštátu, na který mělo přímo navázat. Bylo zapotřebí ubytovat pracovní síly pro rozmáhající se ekonomiku města Karwin-Freistadt. Toto vše se mělo uskutečnit po vítězství ve válce vedené nacistickým Německem. V květnu 1945 však německá armáda byla poražena postupující Rudou armádou. Rozhodující bitva o Karwin-Freistadt proběhla na polích mezi Jaklem a Marklovicemi poblíž vodárenské věže v části Hranice. Němci na Místní dráze vytrhali koleje pomocí speciálního vlaku taženého parní lokomotivou.

## Před 2. světovou válkou
Již kolem roku 1936 byla snaha spojit město Fryštát (dnešní Karviná) s Marklovicemi, Darkovem, Starým Městem a Rájem. Tehdy šlo o důvody šlechetnější než v době Protektorátu. Důvodem byla neexistence většího kostela v okolních obcích a tedy obyvatelé těchto obcí měli navštěvovat kostely ve Fryštátě. Ke sloučení však nedošlo.

## Po 2. světové válce
Po skončení 2. světové války v roce 1945 a tedy i po rozpadu protektorátní vlády došlo i k rozpadu dvojměstí Karwin-Freistadt. Nicméně myšlenka na opětovné sloučení nezanikla, ba naopak, již v roce 1946 se spojení měst a obcí obnovilo. Název "nového" města se ovšem měl změnit. Název Karviná-Fryštát, byť v české podobě, nepřicházel v úvahu kvůli nacistické minulosti. Tehdejší československá vláda nesouhlasila ani s historickým názvem Fryštát, který má germánský původ – Fryštát, německy Freistadt, sice v překladu do češtiny znamená "svobodné město", ale poválečná nálada nebyla germánským názvům nakloněna. Název Fryštát se dokonce až do roku 1971 nesměl používat vůbec. Také název sousední Karvinné měl germánský nádech, především ona přípona -ná (dvě "n"), ta byla totiž k původnímu slovanskému názvu Karvín uměle přidána. Zvítězil název Karviná, jelikož právě tento název je ryze staroslovanský, což se velmi v tehdejší poválečné době hodilo. Karviná v překladu do češtiny znamená něco jako "Kravín", či "Býkov". "Karv" znamená kráva nebo býk, koncovka "-iná" je staroslovanská koncovka, která se přidávala za název a zdůrazňovala místo vztahující se k té či oné věci, česky to je koncovka -ov, např. "havíř" "-ov", tedy Havířov.

## Karwin-Freistadt dnes
Po druhé světové válce bylo spojení Fryštátu s okolními obcemi obnoveno pod názvem Karviná. Dřívější Karvinná sice brzy na to zanikla, ale historický Fryštát se stal turistickým centrem. Lázně Darkov zůstaly zachovány a dobře se rozvíjejí a z Ráje se stalo předměstí. To vše v dnešní šedesátitisícové Karviné, která z velké části leží na katastrálním území Fryštátu. Železniční Místní dráha je od nádraží Karviná-město (dříve stanice Fryštát) po hlavní nádraží zcela zrušena. Na celé trati jsou však zachovány objekty, které osudy města a provoz na trati připomínají. Rovněž tramvajová doprava byla v Karviné nahrazena městskou autobusovou dopravou.